# Дива лоза
Дивите лози (Parthenocissus quinquefolia) са вид двусемеделни растения от семейство Лозови (Vitaceae).
Произлизат от югоизточните и централни части на Северна Америка, от югоизточна Канада на север до Гватемала на юг. Те са многогодишни лиани, достигащи дължина 20-30 m. Плодовете са лилаво-черни, с диаметър 5-7 mm и са умерено отровни за бозайниците, но са важен източник на храна за птиците през зимата.
1. ↑  Parthenocissus quinquefolia (Planch.). // IUCN Red List of Threatened Species. International Union for Conservation of Nature. Посетен на 4 януари 2023 г. (на английски)